# Nemat Shafik
Nemat Talaat Shafik, (en arabe: نعمت شفيق), aussi connue sous le nom de Minouche Shafik, née le 13 août 1962 en Égypte, est une économiste de formation, ayant occupé plusieurs postes de direction dans des organisations internationales, et détentrice de trois nationalités : égyptienne, américaine et britannique. Elle a également enseigné et publié plusieurs ouvrages, notamment sur la mondialisation, les marchés émergents et l'investissement privé, le développement international, le Moyen-Orient, l'Afrique et l'environnement. À partir de septembre 2017, elle est directrice de la London School of Economics, puis présidente de l'université Columbia de juillet 2023 à août 2024.

## Biographie

### Origines, études et débuts
Nemat Shafik est née à Alexandrie, en Égypte, de parents musulmans, en 1962. Sa famille, dépossédée d'une grande partie de ses biens à la suite des nationalisations décidées par le président Nasser, quitte l'Égypte dans les années 1960. Elle vit une partie de son enfance aux États-Unis puis revient en Égypte, où elle poursuit sa scolarité. Elle entreprend ensuite des études supérieures, tout d'abord à l'université américaine au Caire, à l'université du Massachusetts à Amherst puis à la London School of Economics, suivies d'un doctorat en économie au St Antony's College d'Oxford en 1989. Entre ses années d'études aux États-Unis et sa formation complémentaire en Angleterre, s'intercalent deux ans de travail sur les questions de développement, en Égypte, pour le bureau du Caire de l'Agence américaine pour le développement international. Nemat Shafik parle l'anglais américain et détient les nationalités égyptienne, américaine et britannique.

### Carrière professionnelle
Après Oxford, Nemat Shafik rejoint la Banque mondiale et y exerce plusieurs fonctions dans le département de la recherche, où elle travaille sur la modélisation et de la prévision économique mondiale, puis plus tard sur les questions environnementales. Elle se consacre ensuite à des travaux macroéconomiques sur l'Europe de l'Est pendant la période de transition et sur le Moyen-Orient. Elle publie plusieurs ouvrages durant cette période. Elle y rencontre également son premier mari, Mohamed A. El-Erian.
À 36 ans, elle devient le plus jeune vice-président de la Banque mondiale. En 2002, elle épouse  Raffael Jovine, son second mari, un biologiste marin, avec qui elle a deux jumeaux, un garçon et une fille,.
Puis elle est appelée par le gouvernement britannique au département du Développement international (DFID), détachée comme directrice générale pour les programmes par pays, où elle est responsable de l'ensemble des bureaux à l'étranger et des financements, notamment pour l'Afrique, le Moyen-Orient, l'Asie, l'Amérique latine et l'Europe de l'Est. À partir de 2008, elle devient secrétaire permanente du DFID, où elle dirige le programme d'aide bilatérale dans plus de 100 pays, les politiques multilatérales de financement et les relations avec les organisations internationales, tout en étant responsable de 2 400 employés. Elle agit en lien étroit avec les ministres et intervient régulièrement devant le Parlement[Lequel ?]. Au cours de son mandat, le DFID est décrit par l'OCDE comme « un leader dans le développement, au niveau international ».
D'avril 2011 à 2014, elle rejoint l'équipe dirigeante du Fonds monétaire international (FMI). Elle arrive au FMI dans une période tumultueuse pour cette institution, à la suite du scandale qui touche son chef, Dominique Strauss-Kahn, démissionnaire en mai 2011, provoquant la nomination de l'ancienne ministre de l'Économie et des Finances française Christine Lagarde, première femme à la tête du FMI. En mai 2011, en tant que directrice déléguée aux opérations, Nemat Shafik remplace au pied levé, pour une réunion de l'Eurogroupe, Dominique Strauss-Kahn, placé en garde à vue, alors que la zone euro traverse une crise. Elle devient ensuite la seule femme parmi les quatre adjoints dont s'entoure Christine Lagarde.
En 2014, elle est choisie comme vice-gouverneure de la Banque d'Angleterre, responsable notamment des marchés bancaires et membre du comité de politique monétaire. Elle y secoue « le teint mâle et pâle » de la vieille institution. « Il y a des preuves que plus il y a d'hommes sur les places de marché, plus les niveaux de prise de risque sont élevés » affirme-t-elle à la presse anglaise, précisant encore : « Mon ancienne patronne [au FMI], Christine Lagarde, avait coutume de dire que si les Lehman Brothers avaient été les Lehman Sisters, on n'aurait pas eu le même pétrin ». Le 12 septembre 2016, sa désignation comme prochaine directrice de la London School of Economics est annoncée. Elle prend ses fonctions le 1er septembre 2017,.
Au Royaume-Uni, elle est créée pair à vie le 15 octobre 2020. Elle devient baronne.
À partir de juillet 2023, Nemat Shafik dirige l'université Columbia (États-Unis) ; elle est la première femme à accéder à cette fonction. Début 2024, elle fait face à des appels à démission à la suite des manifestations étudiantes dénonçant la guerre menée par Israël à Gaza, à la suite des attentats du Hamas, et qui se sont intensifiées en avril de la même année sur le campus. Elle demande alors l'intervention de la police pour « maintenir l’ordre ». Le président du Yad Vashem Dani Dayan envoie de son côté une lettre à la présidente de l'université, lui demandant de prendre position contre les appels à « la destruction et l'élimination du État juif »,. Le 14 août 2024, elle finit par démissionner de la présidence de Columbia pour rejoindre le ministère britannique des Affaires étrangères.

## Principales publications
- Private investment and public policy in Egypt, 1960-1986, thèse, 1989, université d'Oxford.
- Does devaluation hurt private investment? : the Indonesian case, en collaboration avec Ajay Chhibber, publication de la Banque mondiale, 1990.
- Modeling investment behavior in developing countries : an application to Egypt, publication de la Banque mondiale, 1990.
- Are high real interest rates bad for world economic growth?, en collaboration avec Jalaleddlin Jalali, publication de la Banque mondiale, 1991.
- Reviving private investment in developing countries : empirical studies and policy lessons, en collaboration avec Ajay Chhibber et Mansoor Dailami, publication de la Banque mondiale, 1992.
- Making a market : mass privatization in the Czech and Slovak republics, publication de la Banque mondiale, 1993.
- Information and price determination under mass privatization, publication de la Banque mondiale, 1994.
- Claiming the future : choosing prosperity in the Middle East and North Africa, publication de la Banque mondiale, 1995.
- Big spending, small returns the paradox of human resource development in the Middle East, The Egyptian Center for Economic Studies, 1996.
- Economic challenges facing Middle Eastern and North African countries : alternative futures, première édition en 1998, réédité par Springer en 2016.